# Москинский, Александр Иванович

Памятная доска в Ростове-на-Дону на пр. Семашко

Александр Иванович Москинский (30 августа 1914, Саратов — 23 января 1966, Ростов-на-Дону) — сержант Рабоче-крестьянской Красной Армии, участник Великой Отечественной войны, Герой Советского Союза (1944).

## Биография
Родился 30 августа 1914 года в Саратове. Рано остался без родителей, рос в детском доме. Окончил неполную среднюю школу. До войны проживал в Ивделе, работал на лесосплаве. В 1941 году был призван на службу в Рабоче-крестьянскую Красную Армию и направлен на фронт Великой Отечественной войны.
К октябрю 1943 года сержант Александр Москинский был помощником командира взвода 454-го стрелкового полка 100-й стрелковой дивизии 27-й армии Воронежского фронта. Отличился во время битвы за Днепр. 12 октября 1943 года взвод под командованием Александра Москинского принимал активное участие в боях за удержание Букринского плацдарма. В бою за господствующую высоту он обошёл противника и атаковал его с фланга. В том бою получил ранение, но продолжал сражаться.
Указом Президиума Верховного Совета СССР «О присвоении звания Героя Советского Союза генералам, офицерскому, сержантскому и рядовому составу Красной Армии» от 10 января 1944 года за «образцовое выполнение боевых заданий командования на фронте борьбы с немецко-фашистскими захватчиками и проявленные при этом отвагу и геройство» был удостоен высокого звания Героя Советского Союза с вручением ордена Ленина и медали «Золотая Звезда».
После окончания войны был демобилизован. Проживал в Ростове-на-Дону. Скончался 23 января 1966 года.
Был также награждён рядом медалей.

## Память
- Улица в Саратове[2].